# Estació de Bellaterra
Bellaterra és una estació de ferrocarril propietat de Ferrocarrils de la Generalitat de Catalunya (FGC) situada al barri de Bellaterra de la població de Cerdanyola del Vallès, a la comarca del Vallès Occidental. L'estació es troba a la línia Barcelona-Vallès, per on hi circulen trens de les línia S2.
Aquesta estació tot i que s'ubica a la zona, queda dins de la tarifa plana de l'àrea metropolitana de Barcelona on qualsevol trajecte entre dos dels municipis de l'àrea metropolitana de Barcelona valida com a zona 1. L'any 2016 va registrar l'entrada de 481.385 passatgers.

## Història
El tram Sant Cugat Centre - Sabadell Estació va entrar en funcionament l'any 1922, com a perllongament del Tren de Sarrià cap al Vallès per part de l'empresa Ferrocarrils de Catalunya (FCC), L'estació de Bellaterra no es va inaugurar fins al 1930, degut el desenvolupament residencial de l'àrea. Part de la comarca del Vallès es va convertir en zona residencial com a resultat del servei dels Ferrocarrils de Catalunya. El 1984 es construeix una tercera via a l'estació que connecta amb la nova branca ferroviària cap a la Universitat Autònoma. El 1995 la branca a l'Autònoma passa a ser el traçat principal amb la construcció de la variant entre l'Autònoma i Sant Quirze.

## Serveis ferroviaris
| Línia Barcelona-Vallès de FGC |           |       |                      |                        |
| Procedència/Destinació        | <         | Línia | >                    | Procedència/Destinació |
| Barcelona - Pl. Catalunya     | Sant Joan |       | Universitat Autònoma | Sabadell Parc del Nord |

## Edifici
Situat al nucli de Bellaterra, és un edifici de tipus senzill, de planta rectangular, amb coberta de teula a quatre vessants. La façana d'accés per la Plaça del Pi presenta una estructura simple, amb obertures rectangulars i paraments de maó vist. La façana que dona a la via té un porxo a la planta baixa amb arcs de mig punt decorats amb terra cuita a l'intradós. Les portes són rectangulars, d'inspiració clàssica, també amb emmarcament ceràmic. Una línia d'imposta del mateix tipus separa la planta del primer pis, i n'accentua l'horitzontalitat del conjunt. Les obertures del primer pis són senzilles, rectangulars. És interessant l'espai interior, amb decoració noucentista. La decoració del conjunt és completa amb una barana de balustres de terra cuita situada arran de la via.

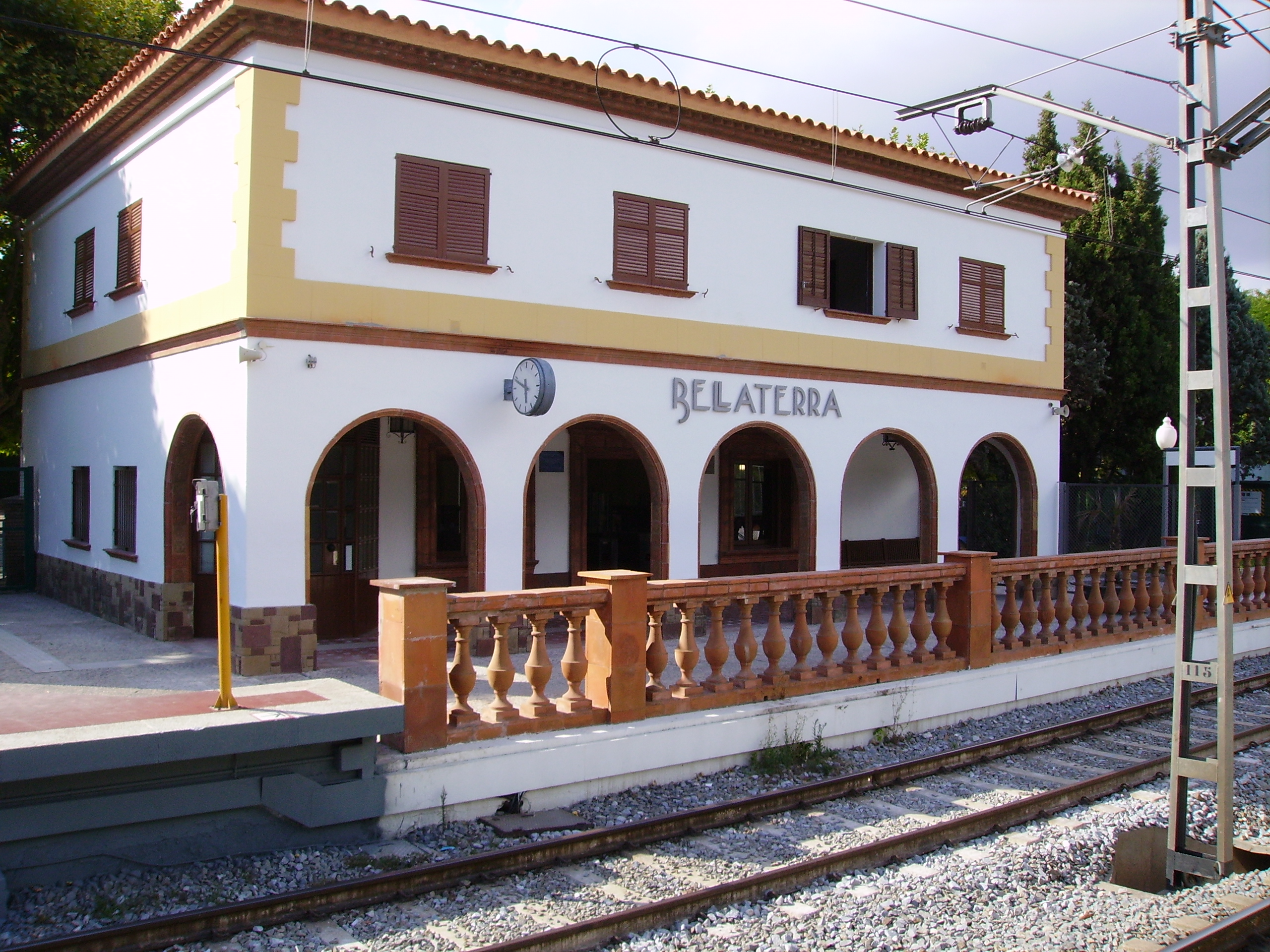
Edifici de l'estació
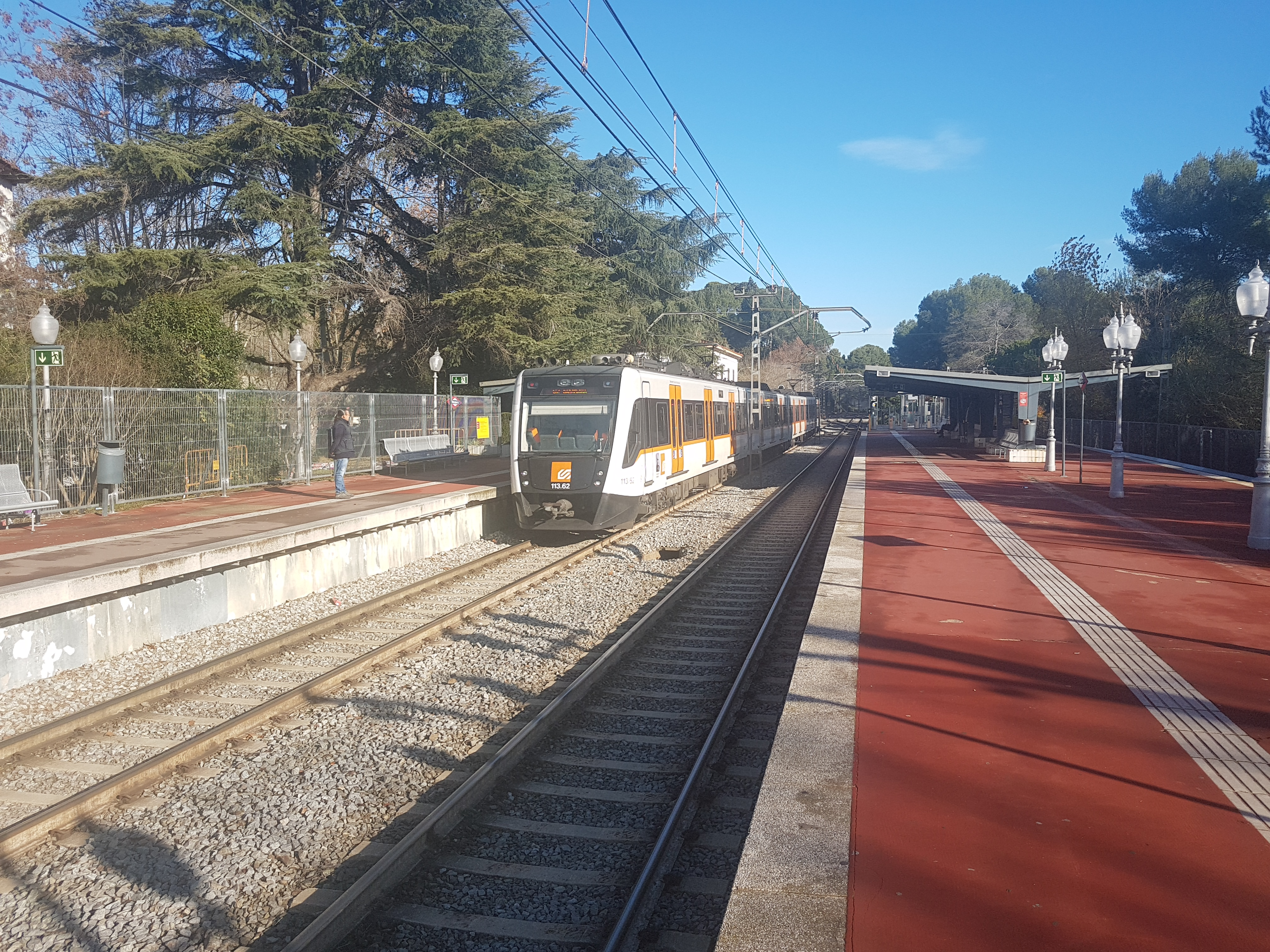
S2 Barcelona amb una unitat 113